# Annike Krahn
Annike Krahn, född den 1 juli 1985 i Bochum i Tyskland, är en tysk före detta fotbollsspelare (försvarare). 
Vid fotbollsturneringen under OS 2008 i Peking deltog hon det tyska lag som tog brons. Annike Krahn var också en del av den trupp som representerade Tyskland under världsmästerskapet i Kanada år 2015. Hon debuterade i landslaget i en match mot Australien den 28 januari 2005. 